# Copa Centroamericana de Concacaf 2024
La Copa Centroamericana 2024, denominada oficialmente Copa Centroamericana de Concacaf 2024, fue la segunda edición del torneo organizado por la Concacaf, en la que participaron 20 equipos de siete países: Belice, Costa Rica, El Salvador, Guatemala, Honduras, Nicaragua y Panamá.

## Formato
Los participantes se distribuyeron en 4 grupos de 5 equipos cada uno. Los dos mejores equipos de cada grupo al final de las cinco fechas, clasificarán a los cuartos de final.
A la conclusión de cada grupo en la fase de grupos, los equipos serán posicionados de acuerdo y en orden con los siguientes criterios:
1. Mayor cantidad de puntos obtenidos en todos los partidos de grupo.
2. Mayor diferencia de goles en todos los partidos de grupo.
3. Mayor cantidad de goles anotados en todos los partidos de grupo.
4. Si dos o más equipos continúan empatados según los tres criterios anteriores, sus posiciones se determinarán del siguiente modo:
  1. Mayor cantidad de puntos obtenidos en los partidos entre equipos empatados.
  2. Mayor diferencia de goles en los partidos entre equipos empatados.
  3. Mayor cantidad de goles anotados en los partidos entre equipos empatados.
  4. Menor cantidad de puntos con base en la cantidad de tarjetas en todos los partidos de grupo (amarilla 1 punto, roja indirecta 3 puntos, roja directa: 4 puntos, y amarilla más roja directa: 5 puntos).
  5. Posición más alta en Ranking de Clubes de CONCACAF.
  6. Sorteo por parte de CONCACAF.

En la fase eliminatoria, los equipos jugaron uno contra el otro en dos partidos, uno en casa y otro como visitante. El campeón recibió un pase directo a los octavos de final de la Copa de Campeones de la Concacaf 2025, mientras que el subcampeón, los semifinalistas y dos ganadores de un repechaje entre los eliminados en cuartos de final avanzaron a la fase preliminar del torneo (6 clubes centroamericanos clasificarán en total).

## Distribución de cupos
| Federación  | Total |
| ----------- | ----- |
| Costa Rica  | 4     |
| Honduras    | 3     |
| El Salvador | 3     |
| Nicaragua   | 3     |
| Guatemala   | 3     |
| Panamá      | 3     |
| Belice      | 1     |
| Total       | 20    |

| País                         | Equipo             | Vía de clasificación                                                                   |
| ---------------------------- | ------------------ | -------------------------------------------------------------------------------------- |
| Costa Rica 3 cupos + 1 extra | Deportivo Saprissa | Campeón del Torneo Apertura 2023 y del Torneo Clausura 2024                            |
| Costa Rica 3 cupos + 1 extra | Herediano          | Mejor ubicado en la tabla acumulada de la temporada 2023-24                            |
| Costa Rica 3 cupos + 1 extra | Alajuelense        | Segundo mejor ubicado en la tabla acumulada de la temporada 2023-24                    |
| Costa Rica 3 cupos + 1 extra | Guanacasteca       | Tercer mejor ubicado en la tabla acumulada 2023-24                                     |
| Honduras 3 cupos             | Olimpia            | Campeón del Torneo Apertura 2023 y del Torneo Clausura 2024                            |
| Honduras 3 cupos             | Marathón           | Mejor ubicado de la tabla acumulada del Campeonato de Primera División 2023-24         |
| Honduras 3 cupos             | Motagua            | Segundo mejor ubicado de la tabla acumulada del Campeonato de Primera División 2023-24 |
| Guatemala 3 cupos            | Comunicaciones     | Campeón del Torneo Apertura 2023                                                       |
| Guatemala 3 cupos            | Municipal          | Campeón del Torneo Clausura 2024                                                       |
| Guatemala 3 cupos            | Antigua            | Mejor ubicado en la tabla acumulada de la Liga Nacional de Guatemala 2023-24           |
| Panamá 3 cupos               | Independiente      | Campeón del Torneo Clausura 2023                                                       |
| Panamá 3 cupos               | Tauro              | Campeón del Torneo Apertura 2024                                                       |
| Panamá 3 cupos               | San Francisco      | Mejor ubicado en la tabla acumulada del Torneo Clausura 2023 y Torneo Apertura 2024.   |
| El Salvador 3 cupos          | Águila             | Campeón del Torneo Apertura 2023                                                       |
| El Salvador 3 cupos          | Alianza            | Campeón del Torneo Clausura 2024                                                       |
| El Salvador 3 cupos          | Luis Ángel Firpo   | Mejor ubicado en la tabla acumulada del Torneo 2023-24                                 |
| Nicaragua 2 cupos + 1 extra  | Diriangén          | Campeón del Torneo Apertura 2023 y del Torneo Clausura 2024                            |
| Nicaragua 2 cupos + 1 extra  | Real Estelí        | Mejor ubicado en la tabla acumulada de la temporada 2023-24                            |
| Nicaragua 2 cupos + 1 extra  | Managua            | Segundo mejor ubicado en la tabla acumulada de la temporada 2023-24                    |
| Belice Un cupo               | Port Layola        | Ganador del Campeón de Campeones de la Liga Premier de Belice 2023-24                  |

En cursiva los clubes debutantes.

### Localidad de los equipos
Distribución geográfica de las sedes de los equipos clasificados.

## Sorteo
El sorteo se realizó el 6 de junio de 2024 a las 16:30 EDT (UTC-4), en Miami, Estados Unidos.

### Bombos
| Bombo 1     | Bombo 2        | Bombo 3       | Bombo 4       | Bombo 5          |
| ----------- | -------------- | ------------- | ------------- | ---------------- |
| Saprissa    | Municipal      | Marathón      | San Francisco | Diriangén        |
| Olimpia     | Comunicaciones | Tauro         | Alianza       | Luis Ángel Firpo |
| Alajuelense | Antigua        | Independiente | Real Estelí   | Managua          |
| Herediano   | Motagua        | Guanacasteca  | Águila        | Port Layola      |

## Calendario
| Fase              | Ronda            | Ida                       | Vuelta                    |
| ----------------- | ---------------- | ------------------------- | ------------------------- |
| Fase de grupos    | Fecha 1          | 30 de julio - 1 de agosto | 30 de julio - 1 de agosto |
| Fase de grupos    | Fecha 2          | 6–8 de agosto             | 6–8 de agosto             |
| Fase de grupos    | Fecha 3          | 13-15 de agosto           | 13-15 de agosto           |
| Fase de grupos    | Fecha 4          | 20-22 de agosto           | 20-22 de agosto           |
| Fase de grupos    | Fecha 5          | 27-29 de agosto           | 27-29 de agosto           |
| Fase eliminatoria | Cuartos de final | 24–26 de septiembre       | 1–3 de octubre            |
| Fase eliminatoria | Play-Offs        | 29–31 de octubre          | 5–7 de noviembre          |
| Fase eliminatoria | Semifinales      | 29–31 de octubre          | 5–7 de noviembre          |
| Fase eliminatoria | Final            | 26–28 de noviembre        | 3–5 de diciembre          |

## Fase de grupos

### Grupo A
| Pos. | Equipo        | Pts. | PJ | G | E | P | GF | GC | Dif. | Clasificación    |
| ---- | ------------- | ---- | -- | - | - | - | -- | -- | ---- | ---------------- |
| 1    | Herediano     | 10   | 4  | 3 | 1 | 0 | 4  | 1  | +3   | Cuartos de final |
| 2    | Motagua       | 7    | 4  | 2 | 1 | 1 | 9  | 6  | +3   | Cuartos de final |
| 3    | Diriangén     | 7    | 4  | 2 | 1 | 1 | 4  | 3  | +1   |                  |
| 4    | Tauro         | 3    | 4  | 1 | 0 | 3 | 4  | 8  | −4   |                  |
| 5    | San Francisco | 1    | 4  | 0 | 1 | 3 | 3  | 6  | −3   |                  |

 Fuente: Concacaf
| 30 de julio   | Diriangén             | 2:1 (1:0) | Motagua  | Estadio Cacique Diriangén, Diriamba |                           |
| 18:00 (UTC-6) | Cano 10' · Copete 89' | Reporte   | Vega 63' | Árbitro(s): Jaime Herrera           | Árbitro(s): Jaime Herrera |

| 30 de julio   | Herediano | 1:0 (0:0) | Tauro | Estadio Nacional, San José |                            |
| 20:00 (UTC-6) | Ruiz 52'  | Reporte   |       | Árbitro(s): Nelson Salgado | Árbitro(s): Nelson Salgado |

- Libre:  San Francisco

| 6 de agosto   | Motagua                           | 3:2 (2:1) | San Francisco          | Estadio Chelato Uclés, Tegucigalpa |                             |
| 18:00 (UTC-6) | A. Auzmendi 16', 89' · Santos 37' | Reporte   | Clarke 3' · Zúñiga 48' | Árbitro(s): Nitzar Sandoval        | Árbitro(s): Nitzar Sandoval |

| 7 de agosto   | Diriangén | 0:1(0:0) | Herediano    | Estadio Cacique Diriangén, Diriamba |                         |
| 16:00 (UTC-6) |           | Reporte  | González 85' | Árbitro(s): José Torres             | Árbitro(s): José Torres |

- Libre:  Tauro

| 13 de agosto  | Motagua                                                 | 4:1 (1:0) | Tauro     | Estadio Chelato Uclés, Tegucigalpa |                          |
| 18:00 (UTC-6) | R. Castillo 45' · Y. Mejía 59', 63' · R. Auzmendi 90+2' | Reporte   | Véliz 81' | Árbitro(s): Víctor Rivas           | Árbitro(s): Víctor Rivas |

| 15 de agosto  | San Francisco | 0:0     | Diriangén | Estadio Rommel Fernández, Ciudad de Panamá |                             |
| 17:00 (UTC-5) |               | Reporte |           | Árbitro(s): Karen Hernández                | Árbitro(s): Karen Hernández |

- Libre:  Herediano

| 22 de agosto  | Tauro        | 1:2 (0:0) | Diriangén          | Estadio Rommel Fernández, Ciudad de Panamá |                            |
| 17:00 (UTC-5) | Quintero 74' | Reporte   | Arteaga 59', 90+3' | Árbitro(s): Nelson Salgado                 | Árbitro(s): Nelson Salgado |

| 22 de agosto  | San Francisco | 0:1 (0:0) | Herediano | Estadio Universidad Latina, Penonomé |                           |
| 19:00 (UTC-5) |               | Reporte   | Ruiz 85'  | Árbitro(s): Jaime Herrera            | Árbitro(s): Jaime Herrera |

- Libre:  Motagua

| 28 de agosto  | Tauro                       | 2:1(0:0) | San Francisco | Estadio Rommel Fernández, Ciudad de Panamá |                                  |
| 19:00 (UTC-5) | Dinolis 83' · R. Molina 89' | Reporte  | Góndola 71'   | Árbitro(s): José García Meléndez           | Árbitro(s): José García Meléndez |

| 28 de agosto  | Herediano   | 1:1(0:1) | Motagua         | Estadio Nacional, San José |                         |
| 20:00 (UTC-6) | J. Ruíz 54' | Reporte  | R. Castillo 28' | Árbitro(s): Drew Fisher    | Árbitro(s): Drew Fisher |

- Libre:  Diriangén

### Grupo B
| Pos. | Equipo           | Pts. | PJ | G | E | P | GF | GC | Dif. | Clasificación    |
| ---- | ---------------- | ---- | -- | - | - | - | -- | -- | ---- | ---------------- |
| 1    | Alajuelense      | 12   | 4  | 4 | 0 | 0 | 11 | 6  | +5   | Cuartos de final |
| 2    | Comunicaciones   | 7    | 4  | 2 | 1 | 1 | 5  | 4  | +1   | Cuartos de final |
| 3    | Marathón         | 6    | 4  | 2 | 0 | 2 | 4  | 5  | −1   |                  |
| 4    | Alianza          | 3    | 4  | 1 | 0 | 3 | 6  | 6  | 0    |                  |
| 5    | Luis Ángel Firpo | 1    | 4  | 0 | 1 | 3 | 6  | 11 | −5   |                  |

 Fuente: Concacaf
| 31 de julio   | Luis Ángel Firpo | 1:1 (0:1) | Comunicaciones | Estadio «El Mágico» González, San Salvador |                         |
| 18:00 (UTC-6) | Souza 47'        | Reporte   | Mejía 13'      | Árbitro(s): Jorge Leira                    | Árbitro(s): Jorge Leira |

| 1 de agosto   | Alajuelense                   | 3:1 (1:1) | Marathón   | Estadio Alejandro Morera Soto, Alajuela |                            |
| 18:00 (UTC-6) | Canhoto 45' · Campos 70', 75' | Reporte   | Bodden 30' | Árbitro(s): Óliver Vergara              | Árbitro(s): Óliver Vergara |

- Libre:  Alianza

| 7 de agosto   | Luis Ángel Firpo             | 3:4 (2:3) | Alajuelense                                      | Estadio «El Mágico» González, San Salvador |                         |
| 18:00 (UTC-6) | Vázquez 31', 77' · Souza 41' | Reporte   | Campos 21' · Moya 23' · Suárez 33' · Parkins 67' | Árbitro(s): Julio Güity                    | Árbitro(s): Julio Güity |

| 7 de agosto   | Comunicaciones       | 1:0 (0:0) | Alianza | Estadio Cementos Progreso, Ciudad de Guatemala |                            |
| 20:00 (UTC-6) | Henriquez 83' (a.g.) | Reporte   |         | Árbitro(s): Óliver Vergara                     | Árbitro(s): Óliver Vergara |

- Libre:  Marathón

| 13 de agosto  | Alianza                                                           | 5:2 (3:0) | Luis Ángel Firpo        | Estadio Cuscatlán, San Salvador |                               |
| 20:00 (UTC-6) | Monterroza 17' · Mauricio 34' · Rodríguez 37', 60' · Portillo 54' | Reporte   | Vásquez 77' · Souza 78' | Árbitro(s): Cristopher Corado   | Árbitro(s): Cristopher Corado |

| 14 de agosto  | Comunicaciones            | 2:1 (2:0) | Marathón | Estadio Cementos Progreso, Ciudad de Guatemala |                                |
| 20:00 (UTC-6) | Londoño 17' · Casas 45+2' | Reporte   | Vega 63' | Árbitro(s): Filiberto Martínez                 | Árbitro(s): Filiberto Martínez |

- Libre:  Alajuelense

| 20 de agosto  | Alianza      | 1:2 (0:1) | Alajuelense    | Estadio Cuscatlán, San Salvador |                                |
| 20:00 (UTC-6) | Mauricio 64' | Reporte   | Campos 7', 58' | Árbitro(s): Fernando Hernández  | Árbitro(s): Fernando Hernández |

| 21 de agosto  | Marathón      | 1:0 (0:0) | Luis Ángel Firpo | Estadio Olímpico Metropolitano, San Pedro Sula |                          |
| 20:00 (UTC-6) | Ramírez 90+6' | Reporte   |                  | Árbitro(s): Félix Mojica                       | Árbitro(s): Félix Mojica |

- Libre:  Comunicaciones

| 27 de agosto  | Marathón   | 1:0 (0:0) | Alianza | Estadio Olímpico Metropolitano, San Pedro Sula |                         |
| 18:00 (UTC-6) | Tejeda 65' | Reporte   |         | Árbitro(s): Filip Dujic                        | Árbitro(s): Filip Dujic |

| 27 de agosto  | Alajuelense                            | 2:1 (0:0) | Comunicaciones | Estadio Alejandro Morera Soto, Alajuela |                        |
| 20:00 (UTC-6) | Prieto 63' (a.g.) · van der Putten 86' | Reporte   | Casas 59'      | Árbitro(s): Tori Penso                  | Árbitro(s): Tori Penso |

- Libre:  Luis Ángel Firpo

### Grupo C
| Pos. | Equipo        | Pts. | PJ | G | E | P | GF | GC | Dif. | Clasificación    |
| ---- | ------------- | ---- | -- | - | - | - | -- | -- | ---- | ---------------- |
| 1    | Águila        | 10   | 4  | 3 | 1 | 0 | 10 | 1  | +9   | Cuartos de final |
| 2    | Antigua       | 8    | 4  | 2 | 2 | 0 | 7  | 3  | +4   | Cuartos de final |
| 3    | Olimpia       | 7    | 4  | 2 | 1 | 1 | 10 | 4  | +6   |                  |
| 4    | Independiente | 3    | 4  | 1 | 0 | 3 | 2  | 8  | −6   |                  |
| 5    | Port Layola   | 0    | 4  | 0 | 0 | 4 | 3  | 16 | −13  |                  |

 Fuente: Concacaf
| 30 de julio   | Port Layola | 1:4 (1:1) | Antigua                           | FFB Field, Belmopán         |                             |
| 16:00 (UTC-6) | Leslie 33'  | Reporte   | Ardón 14', 58', 69' · Ramírez 87' | Árbitro(s): Nitzar Sandoval | Árbitro(s): Nitzar Sandoval |

| 1 de agosto   | Olimpia                                    | 3:0 (1:0) | Independiente | Estadio Chelato Uclés, Tegucigalpa |                              |
| 20:00 (UTC-6) | Chirinos 30' · Colombini 78' · Pinto 90+3' | Reporte   |               | Árbitro(s): Ricangel de Leça       | Árbitro(s): Ricangel de Leça |

- Libre:  Águila

| 6 de agosto   | Antigua | 0:0     | Águila | Estadio Pensativo, Antigua Guatemala |                             |
| 20:00 (UTC-6) |         | Reporte |        | Árbitro(s): José Valladares          | Árbitro(s): José Valladares |

| 8 de agosto   | Port Layola | 1:6 (1:2) | Olimpia                                                                               | FFB Field, Belmopán           |                               |
| 18:00 (UTC-6) | Orozco 22'  | Reporte   | Pinto 16' · Arboleda 39' · Rodríguez 59' · Benguché 61' · Solano 77' · Figueroa 90+1' | Árbitro(s): Norberto Da Silva | Árbitro(s): Norberto Da Silva |

- Libre:  Independiente

| 13 de agosto  | Antigua                  | 2:1 (1:1) | Independiente | Estadio Pensativo, Antigua Guatemala |                                 |
| 16:00 (UTC-6) | Gómez 49' · da Silva 81' | Reporte   | Ruíz 26'      | Árbitro(s): Carly Shaw-Maclaren      | Árbitro(s): Carly Shaw-Maclaren |

| 14 de agosto  | Águila                                        | 5:1 (4:1) | Port Layola | Estadio Las Delicias, Santa Tecla |                            |
| 16:00 (UTC-6) | Machado 4', 18' · Salazar 35', 37' · Díaz 67' | Reporte   | García 34'  | Árbitro(s): Fernando Morón        | Árbitro(s): Fernando Morón |

- Libre:  Olimpia

| 21 de agosto  | Independiente | 1:0 (0:0) | Port Layola | Estadio Rommel Fernández, Ciudad de Panamá |                          |
| 17:00 (UTC-5) | Modelo 85'    | Reporte   |             | Árbitro(s): Katia García                   | Árbitro(s): Katia García |

| 22 de agosto  | Águila                      | 2:0 (0:0) | Olimpia | Estadio Cuscatlán, San Salvador |                         |
| 20:00 (UTC-6) | Cartagena 53' · Rivas 90+4' | Reporte   |         | Árbitro(s): David Gómez         | Árbitro(s): David Gómez |

- Libre:  Antigua

| 29 de agosto  | Independiente | 0:3 (0:0) | Águila                               | Estadio Rommel Fernández, Ciudad de Panamá |                         |
| 19:00 (UTC-5) |               | Reporte   | Rodríguez 58' · Sosa 78' · Cerén 80' | Árbitro(s): Raúl Castro                    | Árbitro(s): Raúl Castro |

| 29 de agosto  | Olimpia    | 1:1 (0:0) | Antigua      | Estadio Chelato Uclés, Tegucigalpa |                             |
| 20:00 (UTC-6) | Solano 48' | Reporte   | S. Gómez 53' | Árbitro(s): Kwinsi Williams        | Árbitro(s): Kwinsi Williams |

- Libre:  Port Layola

### Grupo D
| Pos. | Equipo       | Pts. | PJ | G | E | P | GF | GC | Dif. | Clasificación    |
| ---- | ------------ | ---- | -- | - | - | - | -- | -- | ---- | ---------------- |
| 1    | Saprissa     | 9    | 4  | 3 | 0 | 1 | 10 | 4  | +6   | Cuartos de final |
| 2    | Real Estelí  | 7    | 4  | 2 | 1 | 1 | 6  | 3  | +3   | Cuartos de final |
| 3    | Municipal    | 4    | 4  | 1 | 1 | 2 | 4  | 4  | 0    |                  |
| 4    | Managua      | 4    | 4  | 1 | 1 | 2 | 4  | 7  | −3   |                  |
| 5    | Guanacasteca | 4    | 4  | 1 | 1 | 2 | 3  | 9  | −6   |                  |

 Fuente: Concacaf
| 31 de julio   | Managua            | 1:0 (0:0) | Municipal | Estadio Nacional, Managua |                         |
| 16:00 (UTC-6) | Bonilla 65' (pen.) | Reporte   |           | Árbitro(s): Raúl Castro   | Árbitro(s): Raúl Castro |

| 31 de julio   | Saprissa                                                      | 5:0 (3:0) | Guanacasteca | Estadio Ricardo Saprissa, Tibás |                          |
| 20:00 (UTC-6) | East 1' · Díaz 27' · Sinclair 45+1' · Brenes 70' · Torres 84' | Reporte   |              | Árbitro(s): Félix Mojica        | Árbitro(s): Félix Mojica |

- Libre:  Real Estelí

| 6 de agosto   | Managua                   | 2:3 (2:1) | Saprissa                                      | Estadio Nacional, Managua |                          |
| 16:00 (UTC-6) | Morillo 29' · Barrera 43' | Reporte   | East 39' · Brenes 73' · A. López 90+9' (a.g.) | Árbitro(s): Kimbell Ward  | Árbitro(s): Kimbell Ward |

| 8 de agosto   | Municipal | 1:1 (1:0) | Real Estelí  | Estadio Pensativo, Antigua Guatemala |                         |
| 20:00 (UTC-6) | Altán 34' | Reporte   | Medina 90+5' | Árbitro(s): José García              | Árbitro(s): José García |

- Libre:  Guanacasteca

| 14 de agosto  | Real Estelí                           | 3:0 (2:0) | Managua | Estadio Independencia, Estelí |                             |
| 18:00 (UTC-6) | Acevedo 5' · Quijano 41' · Vieyra 76' | Reporte   |         | Árbitro(s): Steven Madrigal   | Árbitro(s): Steven Madrigal |

| 15 de agosto  | Municipal                                               | 3:1 (1:0) | Guanacasteca | Estadio Pensativo, Antigua Guatemala |                         |
| 20:00 (UTC-6) | Barrientos 16' · Monreal 64' (a.g.) · J. Martínez 90+6' | Reporte   | Córdoba 51'  | Árbitro(s): Julio Güity              | Árbitro(s): Julio Güity |

- Libre:  Saprissa

| 20 de agosto  | Real Estelí       | 2:1 (2:0) | Saprissa        | Estadio Independencia, Estelí |                           |
| 18:00 (UTC-6) | Bonilla 7', 45+2' | Reporte   | Rodríguez 90+6' | Árbitro(s): Saíd Martínez     | Árbitro(s): Saíd Martínez |

| 21 de agosto  | Guanacasteca | 1:1 (1:1) | Managua      | Estadio Edgardo Baltodano, Liberia |                           |
| 18:00 (UTC-6) | Mora 30'     | Reporte   | Mendieta 41' | Árbitro(s): Lukasz Szpala          | Árbitro(s): Lukasz Szpala |

- Libre:  Municipal

| 29 de agosto  | Guanacasteca | 1:0 (0:0) | Real Estelí | Estadio Edgardo Baltodano, Liberia |                              |
| 16:00 (UTC-6) | Venegas 81'  | Reporte   |             | Árbitro(s): Cristopher Mason       | Árbitro(s): Cristopher Mason |

| 29 de agosto  | Saprissa      | 1:0 (1:0) | Municipal | Estadio Ricardo Saprissa, Tibás |                                |
| 18:00 (UTC-6) | Rodríguez 41' |           |           | Árbitro(s): Filiberto Martínez  | Árbitro(s): Filiberto Martínez |

- Libre:  Managua

## Fase final
En la fase final, los ocho equipos clasificados jugarán con el sistema de eliminación directa para definir el campeón. Los emparejamientos de cuartos de final se realizarán de acuerdo a las posiciones de los equipos según una tabla general con los resultados de la primera fase. Un semifinalista resultará de los enfrentamientos entre el 1.° y 8.° lugar, y el 4.° y 5.° lugar; el otro semifinalista resultará de los enfrentamientos entre el 2.° y 7.° lugar y el 3.° y 6.° lugar.
| N.º | Gr. | Equipo             | Pts | PJ | PG | PE | PP | GF | GC | Dif. |
| --- | --- | ------------------ | --- | -- | -- | -- | -- | -- | -- | ---- |
| 1   | B   | Alajuelense        | 12  | 4  | 4  | 0  | 0  | 11 | 6  | 5    |
| 2   | C   | Águila             | 10  | 4  | 3  | 1  | 0  | 10 | 1  | 9    |
| 3   | A   | Herediano          | 10  | 4  | 3  | 1  | 0  | 4  | 1  | 3    |
| 4   | D   | Deportivo Saprissa | 9   | 4  | 3  | 0  | 1  | 10 | 4  | 6    |
| 5   | C   | Antigua            | 8   | 4  | 2  | 2  | 0  | 7  | 3  | 4    |
| 6   | A   | Motagua            | 7   | 4  | 2  | 1  | 1  | 9  | 4  | 3    |
| 7   | D   | Real Estelí        | 7   | 4  | 2  | 1  | 1  | 6  | 3  | 3    |
| 8   | B   | Comunicaciones     | 7   | 4  | 2  | 1  | 1  | 5  | 4  | 1    |

### Cuadro de desarrollo
|  | Cuartos de final                                        | Cuartos de final                                        | Cuartos de final                                        | Cuartos de final                                        | Cuartos de final                                        |   |   | Semifinales                                          | Semifinales                                          | Semifinales                                          | Semifinales                                          | Semifinales                                          |  |    | Final                                         | Final                                         | Final                                         | Final                                         | Final                                         |  |
|  | 24 al 26 de septiembre (ida) 1 al 3 de octubre (vuelta) | 24 al 26 de septiembre (ida) 1 al 3 de octubre (vuelta) | 24 al 26 de septiembre (ida) 1 al 3 de octubre (vuelta) | 24 al 26 de septiembre (ida) 1 al 3 de octubre (vuelta) | 24 al 26 de septiembre (ida) 1 al 3 de octubre (vuelta) |   |   | 22 y 24 de octubre (ida) 30 y 31 de octubre (vuelta) | 22 y 24 de octubre (ida) 30 y 31 de octubre (vuelta) | 22 y 24 de octubre (ida) 30 y 31 de octubre (vuelta) | 22 y 24 de octubre (ida) 30 y 31 de octubre (vuelta) | 22 y 24 de octubre (ida) 30 y 31 de octubre (vuelta) |  |    | 27 de noviembre (ida) 4 de diciembre (vuelta) | 27 de noviembre (ida) 4 de diciembre (vuelta) | 27 de noviembre (ida) 4 de diciembre (vuelta) | 27 de noviembre (ida) 4 de diciembre (vuelta) | 27 de noviembre (ida) 4 de diciembre (vuelta) |  |
|  |                                                         |                                                         |                                                         |                                                         |                                                         |   |   |                                                      |                                                      |                                                      |                                                      |                                                      |  |    |                                               |                                               |                                               |                                               |                                               |  |
|  |                                                         |                                                         |                                                         |                                                         |                                                         |   |   |                                                      |                                                      |                                                      |                                                      |                                                      |  |    |                                               |                                               |                                               |                                               |                                               |  |
|  | 1                                                       | Alajuelense                                             | 2                                                       | 1                                                       | 3                                                       |   |   |                                                      |                                                      |                                                      |                                                      |                                                      |  |    |                                               |                                               |                                               |                                               |                                               |  |
|  | 1                                                       | Alajuelense                                             | 2                                                       | 1                                                       | 3                                                       |   |   |                                                      |                                                      |                                                      |                                                      |                                                      |  |    |                                               |                                               |                                               |                                               |                                               |  |
|  | 8                                                       | Comunicaciones                                          | 1                                                       | 1                                                       | 2                                                       |   |   |                                                      |                                                      |                                                      |                                                      |                                                      |  |    |                                               |                                               |                                               |                                               |                                               |  |
|  | 8                                                       | Comunicaciones                                          | 1                                                       | 1                                                       | 2                                                       |   | 1 | Alajuelense                                          | 0                                                    | 1                                                    | 1                                                    |                                                      |  |    |                                               |                                               |                                               |                                               |                                               |  |
|  |                                                         |                                                         |                                                         |                                                         |                                                         |   | 1 | Alajuelense                                          | 0                                                    | 1                                                    | 1                                                    |                                                      |  |    |                                               |                                               |                                               |                                               |                                               |  |
|  |                                                         |                                                         | 5                                                       | Antigua                                                 | 0                                                       | 0 | 0 |                                                      |                                                      |                                                      |                                                      |                                                      |  |    |                                               |                                               |                                               |                                               |                                               |  |
|  | 4                                                       | Saprissa                                                | 5                                                       | Antigua                                                 | 0                                                       | 0 | 0 | 0                                                    | 0                                                    | 0                                                    |                                                      |                                                      |  |    |                                               |                                               |                                               |                                               |                                               |  |
|  | 4                                                       | Saprissa                                                |                                                         |                                                         |                                                         |   |   |                                                      |                                                      | 0                                                    |                                                      |                                                      |  |    |                                               |                                               |                                               |                                               |                                               |  |
|  | 5                                                       | Antigua                                                 | 0                                                       | 3                                                       | 3                                                       |   |   |                                                      |                                                      |                                                      |                                                      |                                                      |  |    |                                               |                                               |                                               |                                               |                                               |  |
|  | 5                                                       | Antigua                                                 | 0                                                       | 3                                                       | 3                                                       |   |   |                                                      |                                                      |                                                      |                                                      |                                                      |  | F1 | Alajuelense                                   | 1                                             | 2                                             | 3                                             |                                               |  |
|  |                                                         |                                                         |                                                         |                                                         |                                                         |   |   |                                                      |                                                      |                                                      |                                                      |                                                      |  | F1 | Alajuelense                                   | 1                                             | 2                                             | 3                                             |                                               |  |
|  |                                                         |                                                         | F2                                                      | Real Estelí                                             | 1                                                       | 1 | 2 |                                                      |                                                      |                                                      |                                                      |                                                      |  |    |                                               |                                               |                                               |                                               |                                               |  |
|  | 3                                                       | Herediano (v.)                                          | F2                                                      | Real Estelí                                             | 1                                                       | 1 | 2 | 2                                                    | 0                                                    | 2                                                    |                                                      |                                                      |  |    |                                               |                                               |                                               |                                               |                                               |  |
|  | 3                                                       | Herediano (v.)                                          |                                                         |                                                         |                                                         |   |   |                                                      |                                                      | 2                                                    |                                                      |                                                      |  |    |                                               |                                               |                                               |                                               |                                               |  |
|  | 6                                                       | Motagua                                                 | 2                                                       | 0                                                       | 2                                                       |   |   |                                                      |                                                      |                                                      |                                                      |                                                      |  |    |                                               |                                               |                                               |                                               |                                               |  |
|  | 6                                                       | Motagua                                                 | 2                                                       | 0                                                       | 2                                                       |   | 3 | Herediano                                            | 0                                                    | 2                                                    | 2                                                    |                                                      |  |    |                                               |                                               |                                               |                                               |                                               |  |
|  |                                                         |                                                         |                                                         |                                                         |                                                         |   | 3 | Herediano                                            | 0                                                    | 2                                                    | 2                                                    |                                                      |  |    |                                               |                                               |                                               |                                               |                                               |  |
|  |                                                         |                                                         | 7                                                       | Real Estelí (v.)                                        | 0                                                       | 2 | 2 |                                                      |                                                      |                                                      |                                                      |                                                      |  |    |                                               |                                               |                                               |                                               |                                               |  |
|  | 2                                                       | Águila                                                  | 7                                                       | Real Estelí (v.)                                        | 0                                                       | 2 | 2 | 1                                                    | 0                                                    | 1                                                    |                                                      |                                                      |  |    |                                               |                                               |                                               |                                               |                                               |  |
|  | 2                                                       | Águila                                                  |                                                         |                                                         |                                                         |   |   |                                                      |                                                      | 1                                                    |                                                      |                                                      |  |    |                                               |                                               |                                               |                                               |                                               |  |
|  | 7                                                       | Real Estelí                                             | 2                                                       | 0                                                       | 2                                                       |   |   |                                                      |                                                      |                                                      |                                                      |                                                      |  |    |                                               |                                               |                                               |                                               |                                               |  |
|  | 7                                                       | Real Estelí                                             | 2                                                       | 0                                                       | 2                                                       |   |   |                                                      |                                                      |                                                      |                                                      |                                                      |  |    |                                               |                                               |                                               |                                               |                                               |  |
|  |                                                         |                                                         |                                                         |                                                         |                                                         |   |   |                                                      |                                                      |                                                      |                                                      |                                                      |  |    |                                               |                                               |                                               |                                               |                                               |  |

### Cuartos de final

#### Comunicaciones vs. Alajuelense
| 26 de septiembre | Comunicaciones | 1:2 (1:0) | Alajuelense            | Estadio Cementos Progreso, Ciudad de Guatemala |                                               |
| 20:00 (UTC-6)    | C. Mejía 3'    | Reporte   | Campos 52' · Toril 55' | Árbitro(s): Iván Barton VAR: Daneon Parchment  | Árbitro(s): Iván Barton VAR: Daneon Parchment |

| 3 de octubre  | Alajuelense | 1:1 (1:1) (Global 3:2) | Comunicaciones | Estadio Alejandro Morera Soto, Alajuela          |                                                  |
| 20:00 (UTC-6) | Canhoto 37' | Reporte                | Casas 43'      | Árbitro(s): Rubiel Vázquez VAR: Daneon Parchment | Árbitro(s): Rubiel Vázquez VAR: Daneon Parchment |

#### Antigua vs. Saprissa
| 24 de septiembre | Antigua | 0:0     | Saprissa | Estadio Pensativo, Antigua Guatemala           |                                                |
| 20:00 (UTC-6)    |         | Reporte |          | Árbitro(s): Oliver Vergara VAR: Tatiana Guzmán | Árbitro(s): Oliver Vergara VAR: Tatiana Guzmán |

| 1 de octubre  | Saprissa | 0:3 (0:1) (Global 0:3) | Antigua                          | Estadio Ricardo Saprissa, Tibás              |                                              |
| 20:00 (UTC-6) |          | Reporte                | Gómez 5', 84' · D. Bradley 90+5' | Árbitro(s): Fernando Morón VAR: Óscar Macías | Árbitro(s): Fernando Morón VAR: Óscar Macías |

#### Real Estelí vs. Águila
| 25 de septiembre | Real Estelí              | 2:1 (2:1) | Águila  | Estadio Independencia, Estelí                   |                                                 |
| 18:00 (UTC-6)    | Vieyra 20' · Bonilla 37' | Reporte   | Sosa 4' | Árbitro(s): Cristopher Corado VAR: Óscar Macías | Árbitro(s): Cristopher Corado VAR: Óscar Macías |

| 2 de octubre  | Águila | 0:0 (Global 1:2) | Real Estelí | Estadio Cuscatlán, San Salvador            |                                            |
| 18:00 (UTC-6) |        | Reporte          |             | Árbitro(s): David Gómez VAR: Erick Miranda | Árbitro(s): David Gómez VAR: Erick Miranda |

#### Motagua vs. Herediano
| 25 de septiembre | Motagua                       | 2:2 (1:0) | Herediano                  | Estadio Chelato Uclés, Tegucigalpa                    |                                                       |
| 20:00 (UTC-6)    | R. Gómez 3' · R. Auzmendi 79' | Reporte   | González 47' · Rubio 90+7' | Árbitro(s): Filiberto Martínez VAR: Guillermo Pacheco | Árbitro(s): Filiberto Martínez VAR: Guillermo Pacheco |

| 2 de octubre                                                      | Herediano | 0:0 (Global 2:2) | Motagua | Estadio José Rafael "Fello" Meza, Cartago          |                                                    |
| 20:15 (UTC-6)                                                     |           | Reporte          |         | Árbitro(s): Fernando Hernández VAR: Tatiana Guzmán | Árbitro(s): Fernando Hernández VAR: Tatiana Guzmán |
| Herediano avanza a semifinales por la regla del gol de visitante. |           |                  |         |                                                    |                                                    |

### Semifinales
Alajuelense vs. Antigua
| 22 de octubre | Antigua | 0:0     | Alajuelense | Estadio Pensativo, Antigua Guatemala         |                                              |
| 20:00 (UTC-6) |         | Reporte |             | Árbitro(s): Katia García VAR: Tatiana Guzmán | Árbitro(s): Katia García VAR: Tatiana Guzmán |

| 30 de octubre | Alajuelense   | 1:0 (1:0) (Global 1:0) | Antigua | Estadio Alejandro Morera Soto, Alajuela           |                                                   |
| 20:15 (UTC-6) | Parkins 45+4' | Reporte                |         | Árbitro(s): Armando Villarreal VAR: Erick Miranda | Árbitro(s): Armando Villarreal VAR: Erick Miranda |

Herediano vs. Real Estelí
| 24 de octubre | Real Estelí | 0:0     | Herediano | Estadio Independencia, Estelí            |                                          |
| 20:00 (UTC-6) |             | Reporte |           | Árbitro(s): Tori Penso VAR: Óscar Macías | Árbitro(s): Tori Penso VAR: Óscar Macías |

| 31 de octubre                                                    | Herediano                    | 2:2 (2:0) (Global 2:2) | Real Estelí         | Estadio José Rafael "Fello" Meza, Cartago |                                           |
| 20:00 (UTC-6)                                                    | Montes 3' · M. Hernández 30' | Reporte                | I. Ochoa 86', 90+8' | Árbitro(s): Bryan López VAR: Óscar Macías | Árbitro(s): Bryan López VAR: Óscar Macías |
| Real Estelí avanza a la final por la regla del gol de visitante. |                              |                        |                     |                                           |                                           |

### Final
| 27 de noviembre | Real Estelí   | 1:1 (1:1) | Alajuelense | Estadio Independencia, Estelí                |                                              |
| 19:00 (UTC-6)   | D. Vargas 13' | Reporte   | Borges 36'  | Árbitro(s): Selvin Brown VAR: Melissa Borjas | Árbitro(s): Selvin Brown VAR: Melissa Borjas |

| 4 de diciembre | Alajuelense            | 2:1 (2:0) (Global 3:2) | Real Estelí     | Estadio Alejandro Morera Soto, Alajuela           |                                                   |
| 19:00 (UTC-6)  | Angulo 18' · Toril 31' | Reporte                | H. Medina 90+1' | Árbitro(s): Ismael Cornejo VAR: Guillermo Pacheco | Árbitro(s): Ismael Cornejo VAR: Guillermo Pacheco |

|                                 |
| Bandera de Costa Rica           |
| Campeón Alajuelense 3.er título |

## Repechaje
Se disputaron dos llaves de ida y vuelta de los equipos eliminados en cuartos de final para definir su clasificación a la Copa de Campeones de la Concacaf.

#### Saprissa vs. Comunicaciones
| 23 de octubre | Comunicaciones | 1:1 (0:0) | Saprissa | Estadio Cementos Progreso, Ciudad de Guatemala  |                                                 |
| 20:00 (UTC-6) | Casas 57'      | Reporte   | East 63' | Árbitro(s): Ismael Cornejo VAR: Benjamín Whitty | Árbitro(s): Ismael Cornejo VAR: Benjamín Whitty |

| 29 de octubre | Saprissa                               | 3:1 (1:0) (Global 4:2) | Comunicaciones | Estadio Ricardo Saprissa, Tibás               |                                               |
| 20:00 (UTC-6) | M. Torres 34' · East 57' · L. Díaz 75' | Reporte                | Londoño 83'    | Árbitro(s): Saíd Martínez VAR: Tatiana Guzmán | Árbitro(s): Saíd Martínez VAR: Tatiana Guzmán |

#### Águila vs. Motagua
| 22 de octubre | Motagua                   | 2:0 (2:0) | Águila | Estadio Chelato Uclés, Tegucigalpa          |                                             |
| 18:00 (UTC-6) | Vega 5' · A. Auzmendi 16' | Reporte   |        | Árbitro(s): Mario Escobar VAR: Óscar Macías | Árbitro(s): Mario Escobar VAR: Óscar Macías |

| 30 de octubre | Águila                  | 2:2 (1:0) (Global 2:4) | Motagua                        | Estadio Cuscatlán, San Salvador                 |                                                 |
| 18:00 (UTC-6) | Rivas 31' · Medrano 68' | Reporte                | C. Mejía 54' · A. Auzmendi 64' | Árbitro(s): Keylor Herrera VAR: Steven Madrigal | Árbitro(s): Keylor Herrera VAR: Steven Madrigal |

- Saprissa y Motagua consiguieron la clasificación.

## Estadísticas

### Clasificación General
| Club | Club             | Pts. | PJ | PG | PE | PP | GF | GC | Dif. | Rend.  | Clasificación                         |
| ---- | ---------------- | ---- | -- | -- | -- | -- | -- | -- | ---- | ------ | ------------------------------------- |
| 1    | Alajuelense      | 24   | 10 | 7  | 3  | 0  | 18 | 10 | 8    | 80%    | Copa de Campeones de la Concacaf 2025 |
| 2    | Real Estelí      | 14   | 10 | 3  | 5  | 2  | 12 | 9  | 3    | 46.67% | Copa de Campeones de la Concacaf 2025 |
| 3    | Herediano        | 14   | 8  | 3  | 5  | 0  | 8  | 5  | 3    | 58.33% | Copa de Campeones de la Concacaf 2025 |
| 4    | Antigua          | 13   | 8  | 3  | 4  | 1  | 10 | 4  | 6    | 54.16% | Copa de Campeones de la Concacaf 2025 |
| 5    | Saprissa         | 14   | 8  | 4  | 2  | 2  | 14 | 9  | 5    | 58.33% | Copa de Campeones de la Concacaf 2025 |
| 6    | Motagua          | 13   | 8  | 3  | 4  | 1  | 15 | 10 | 5    | 54.16% | Copa de Campeones de la Concacaf 2025 |
| 7    | Águila           | 12   | 8  | 3  | 3  | 2  | 13 | 7  | 6    | 50%    | Cuartos de final                      |
| 8    | Comunicaciones   | 9    | 8  | 2  | 3  | 3  | 9  | 11 | -2   | 37.5%  | Cuartos de final                      |
| 9    | Olimpia          | 7    | 4  | 2  | 1  | 1  | 10 | 4  | 6    | 58.33% | Fase de grupos                        |
| 10   | Diriangen        | 7    | 4  | 2  | 1  | 1  | 4  | 3  | 1    | 58.33% | Fase de grupos                        |
| 11   | Marathón         | 6    | 4  | 2  | 0  | 2  | 4  | 5  | -1   | 50%    | Fase de grupos                        |
| 12   | Municipal        | 4    | 4  | 1  | 1  | 2  | 4  | 4  | 0    | 33.33% | Fase de grupos                        |
| 13   | Managua          | 4    | 4  | 1  | 1  | 2  | 4  | 7  | -3   | 33.33% | Fase de grupos                        |
| 14   | Guanacasteca     | 4    | 4  | 1  | 1  | 2  | 3  | 9  | -6   | 33.33% | Fase de grupos                        |
| 15   | Alianza          | 3    | 4  | 1  | 0  | 3  | 6  | 6  | 0    | 25%    | Fase de grupos                        |
| 16   | Tauro            | 3    | 4  | 1  | 0  | 3  | 4  | 8  | -4   | 25%    | Fase de grupos                        |
| 17   | Independiente    | 3    | 4  | 1  | 0  | 3  | 2  | 8  | -6   | 25%    | Fase de grupos                        |
| 18   | San Francisco    | 1    | 4  | 0  | 1  | 3  | 3  | 6  | -3   | 8.33%  | Fase de grupos                        |
| 19   | Luis Ángel Firpo | 1    | 4  | 0  | 1  | 3  | 6  | 11 | -5   | 8.33%  | Fase de grupos                        |
| 20   | Por Layola       | 0    | 4  | 0  | 0  | 4  | 3  | 16 | -13  | 0%     | Fase de grupos                        |

### Goleadores
| Jugador          | Club              | Goles | PJ |
| ---------------- | ----------------- | ----- | -- |
| Diego Campos     | Alajuelense       | 6     | 9  |
| Santiago Gómez   | Antigua GFC       | 4     | 7  |
| Javon East       | Saprissa          | 4     | 8  |
| Diego Casas      | Comunicaciones FC | 4     | 8  |
| Agustín Auzmendi | Motagua           | 4     | 8  |
| Gustavo Souza    | Luis Ángel Firpo  | 3     | 3  |
| Styven Vásquez   | Luis Ángel Firpo  | 3     | 4  |
| José Ardón       | Antigua GFC       | 3     | 7  |
| Byron Bonilla    | Real Esteli       | 3     | 9  |

### Jugadores con tres o más goles es un partido
| Pos. | Jugador    | Goles | Fecha               | Local       |                   | Resultado |                      | Visitante   | Jornada        |
| ---- | ---------- | ----- | ------------------- | ----------- | ----------------- | --------- | -------------------- | ----------- | -------------- |
| 1    | José Ardón | 3     | 30 de julio de 2024 | Port Layola | Bandera de Belice | 1 – 4     | Bandera de Guatemala | Antigua GFC | Fase de grupos |

### Once ideal
El mejor once ideal de la competición, según la Concacaf.
| Portero        | Defensores                              | Mediocampistas                                                       | Delanteros              |
| -------------- | --------------------------------------- | -------------------------------------------------------------------- | ----------------------- |
| Leonel Moreira | Evert Martínez Alexis Gamboa José Ardón | Byron Bonilla Iván Ochoa Harold Medina Celso Borges Anderson Canhoto | Javon East Diego Campos |

## Clasificados a la Copa de Campeones de la Concacaf 2025
| Bandera de Costa Rica | Bandera de Nicaragua | Bandera de Costa Rica | Bandera de Guatemala | Bandera de Costa Rica | Bandera de Honduras |
| --------------------- | -------------------- | --------------------- | -------------------- | --------------------- | ------------------- |
| Alajuelense           | Real Estelí          | Herediano             | Antigua              | Saprissa              | Motagua             |
| Campeón               | Subcampeón           | Tercer puesto         | Cuarto lugar         | Repechaje             | Repechaje           |